# NPO Molnija
NPO Molnija (Blitz) (russisch: Научно-производственное объединение «Молния») ist ein am 26. Februar 1976 gegründetes russisches Forschungs- und Produktionsunternehmen. Im Jahr 2018 übernahm der Konzern Kalaschnikow Molnija von der Rostec-Tochter Technodinamika.

## Raumfahrtsysteme
Im Jahr 2007 arbeitete NPO Molnija an einer Raumfähre für weltraumtechnische Anwendungen.

## Flugzeug

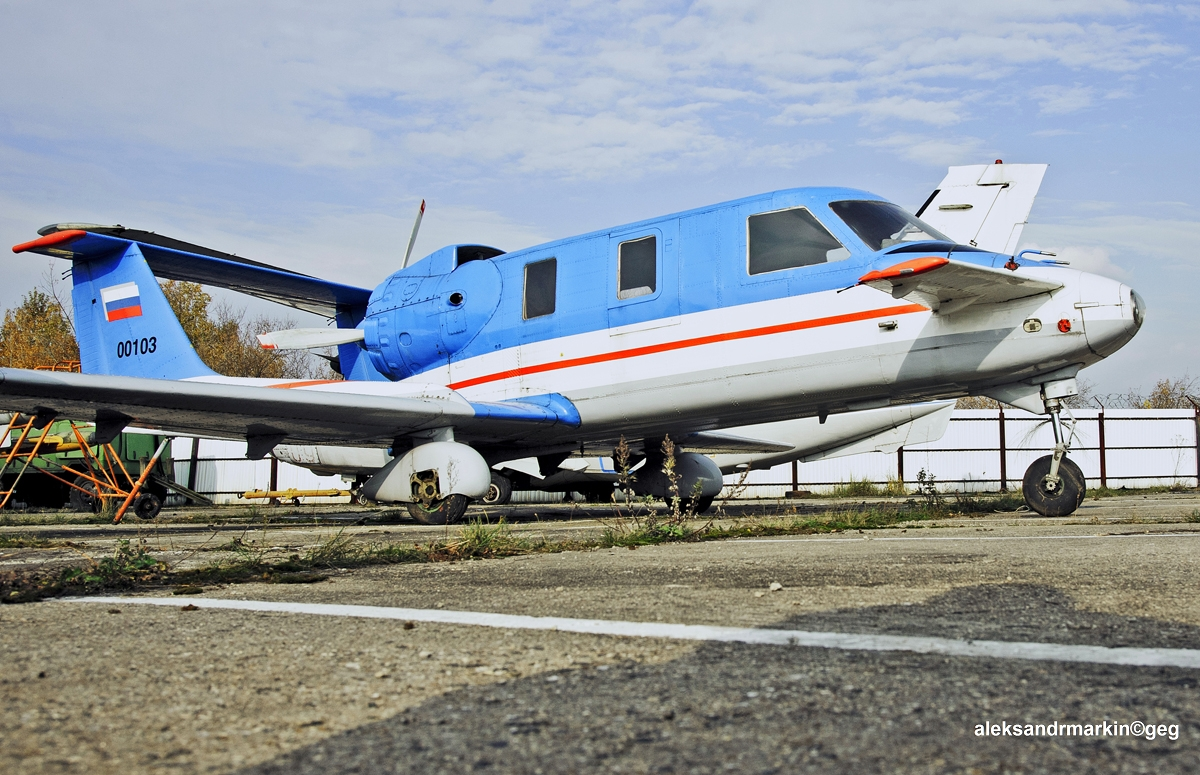
Dreidecker Molnija-1

Die NPO Molnija Molnija-1 ist ein Dreidecker mit Pusher-Konfiguration und doppeltem Leitwerksträger. In den späten 1990er Jahren hat das Unternehmen größere auf der bestehenden Dreidecker-Konfiguration aufbauende Flugzeugtypen angeregt.

## Produkte
- NPO Molnija Molnija-1
- Buran (nur ein unbemannter Raumflug)
- Baikal-Booster